# Ernest William Brown
Ernest William Brown (ur. 29 listopada 1866 w Hull, zm. 22 lipca 1938 w New Haven) – amerykański astronom i matematyk pochodzenia angielskiego.

## Życiorys
Studiował w kolegium Christ’s College na Uniwersytecie w Cambridge, potem wykładał matematykę w Haverford College (w latach 1891–1907) oraz na Uniwersytecie Yale (1907–1932). W 1888 roku, za radą George’a Darwina, zapoznał się z pracami George’a Williama Hilla dotyczącymi ruchu Księżyca. Wykonał szeroki przegląd wcześniejszych obserwacji Księżyca (dokonanych przez Hilla, Charlesa-Eugène’a Delaunaya i Petera Hansena). W 1896 roku opublikował An Introductory Treatise on the Lunar Theory.
Zajmował się też orbitami planetoid z grupy trojańczyków.

## Wyróżnienia i nagrody
- Złoty Medal Królewskiego Towarzystwa Astronomicznego (1907)
- Bruce Medal (1920)
- Medal Jamesa Craiga Watsona (1936)

Jego imieniem nazwano krater Brown na Księżycu oraz planetoidę (1643) Brown.